# Thysanopyga amarantha
Thysanopyga amarantha là một loài bướm đêm trong họ Geometridae.